# Icnofòssil
Un icnofòssil (del grec ιχνος, ikhnos: traça rastre i del llatí fossilis) és una icnita (senyal o rastre que han deixat organismes) que s'ha fossilitzat. Aquestes icnites sovint es troben acompanyats pel fòssil de l'ésser que va produir-les però a diferència proporcionen testimoni de la conducta d'un organisme viu. Els més comuns són els senyals de petjades, rastres, pistes, senyals de mossegades, esgarrapades, ous, nius, etc. Són l'objecte d'estudi de la paleoicnologia.

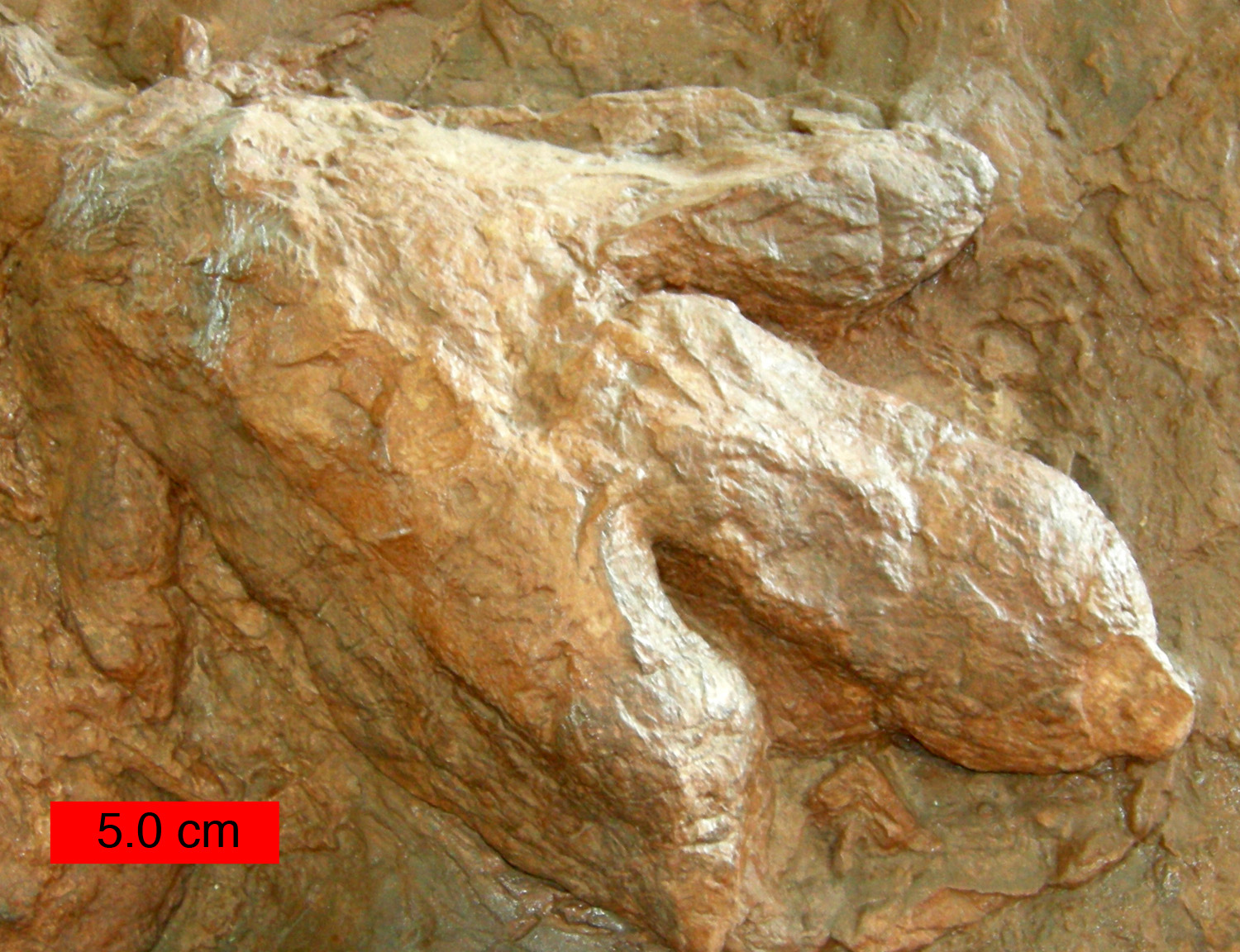
Gigandipus: icnita d'un dinosaure. Jaciment St. George, Utah. Juràssic Inferior.

Un icnofòssil pot tenir diverses interpretacions:
- filogenètica: la identitat de l'organisme productor, que dona lloc als paratàxons.
- etològica: el comportament de l'organisme productor. Termes com ara Repichnia, Cubichnia, equilibrichnia i fugichnia[3] expliquen el comportament de l'ésser en els moments anteriors a la mort.
- taxonòmica: la posició original i els processos taxonòmics patits.
- sedimentològica: les condicions paleoambientals de la formació.
- paleoecològica: la reconstrucció de l'ecosistema original. Hom parla d'icnocenosi com a la col·lecció d'espècies que han deixat rastres en una unitat estratigràfica.

En etologia són molt útils per estudiar el comportament i costums dels organismes fòssils. En observar aquests rastres es pot arribar a conèixer la mecànica de locomoció, la resposta defensiva o d'atac, la construcció d'hàbitats i similars. Aquest tipus de fòssil fins i tot disposa de nomenclatura pròpia. Hi ha per exemple, els «cruciats» que és com s'anomenen les pistes trenades dels trilobits sobre el fons marí.

## Icnofòssils a Catalunya
- La Casa de les Papallones a Planoles incorpora una mostra d'icnofòssils, assessorada pel geòleg Francesc Farrés i Mallian. La col·lecció prové del sector de Sant Julià Sassorba, on han pogut recollir icnofòssils de diversos artròpodes, com crancs, rèptils o invertebrats, així com senyals físics de moviment d'aigües, o impactes de gotes de pluja i de gas.[4]

- A Fumanya també s'ha descobert un jaciment amb una sèrie impressionant de més de tres mil d'icnites de titanosaures.[5][6]

- A la vila d’Isona, situada a la comarca del Pallars Jussà (Catalunya) hi ha el Museu de la Conca Dellà - Parc Cretaci. Concebut com un museu modern, es basa en els tres elements fonamentals del terme d'Isona: les restes de dinosaures del Cretaci superior, el municipi romà d'Aeso i els recursos naturals i culturals del seu entorn. Al segon pis es troba l'espai dedicat al període Cretaci, 65 milions d'anys enrere, amb totes les dades sobre dinosaures i altres éssers contemporanis seus trobades a la Conca Dellà.

## Galeria

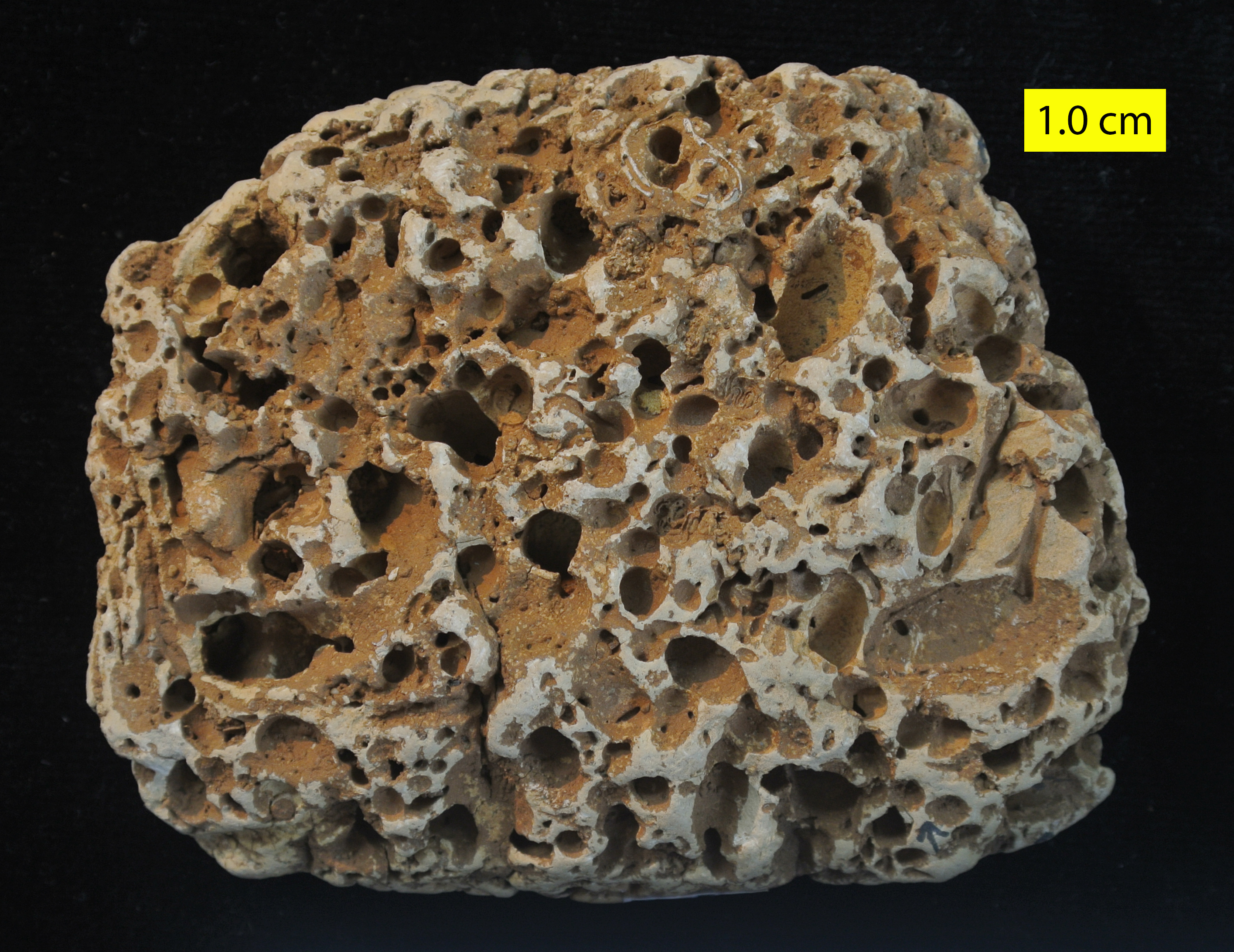
Gastrochaenolites
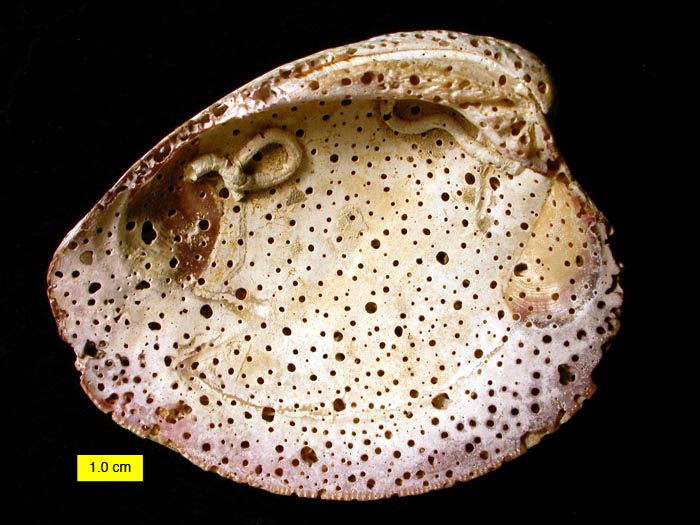
Entobia
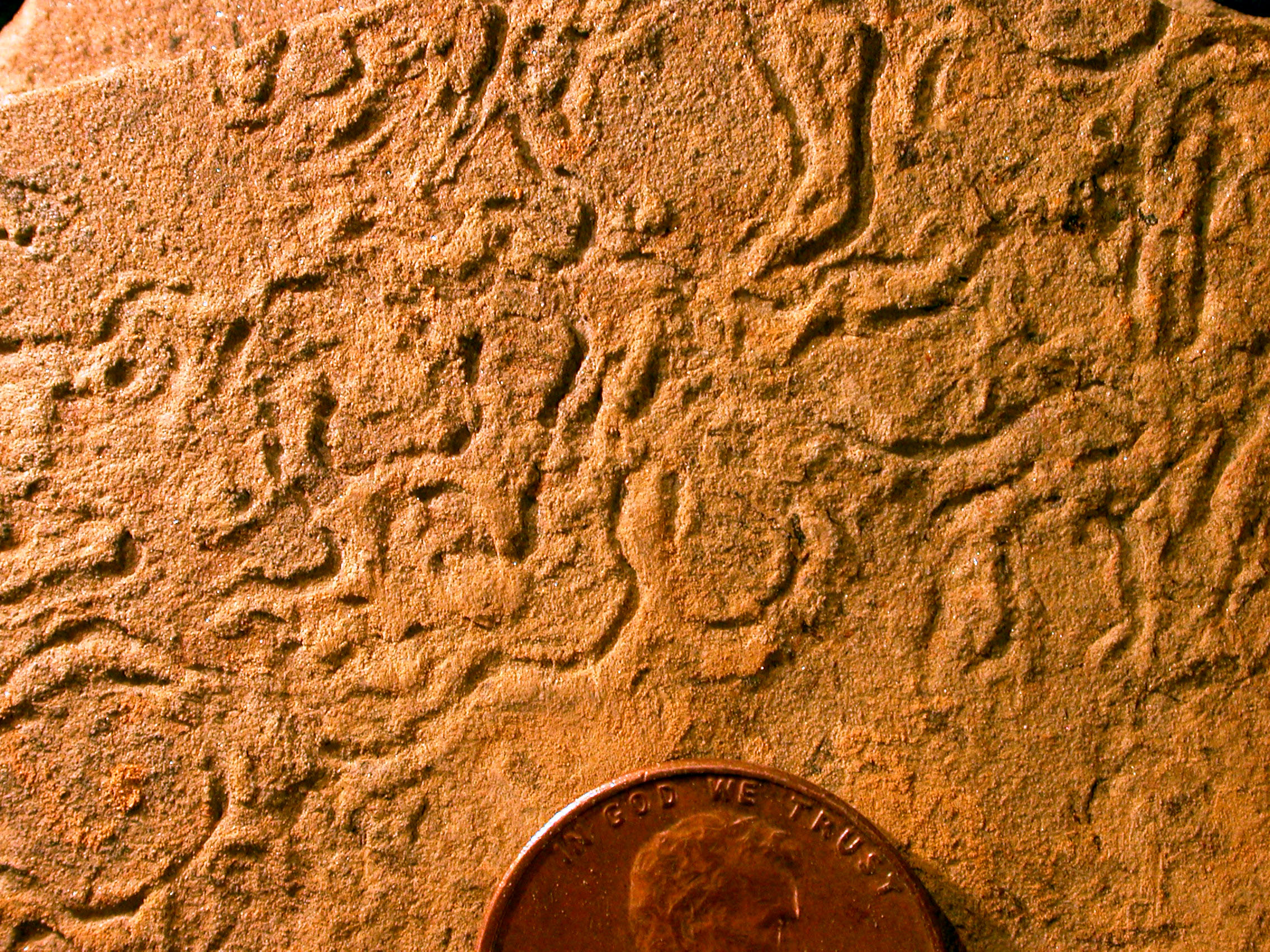
Helminthopsis

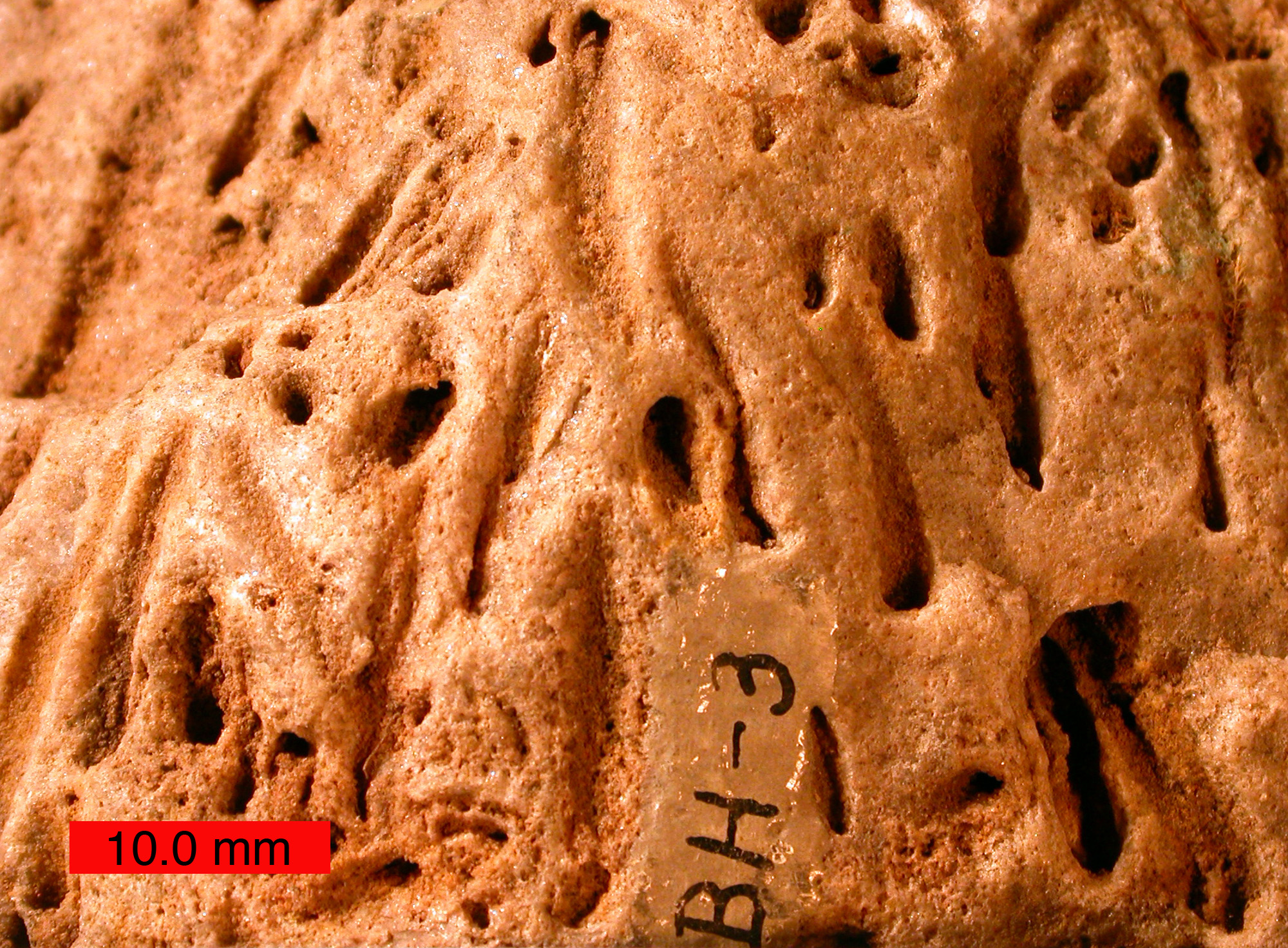
Skolithos
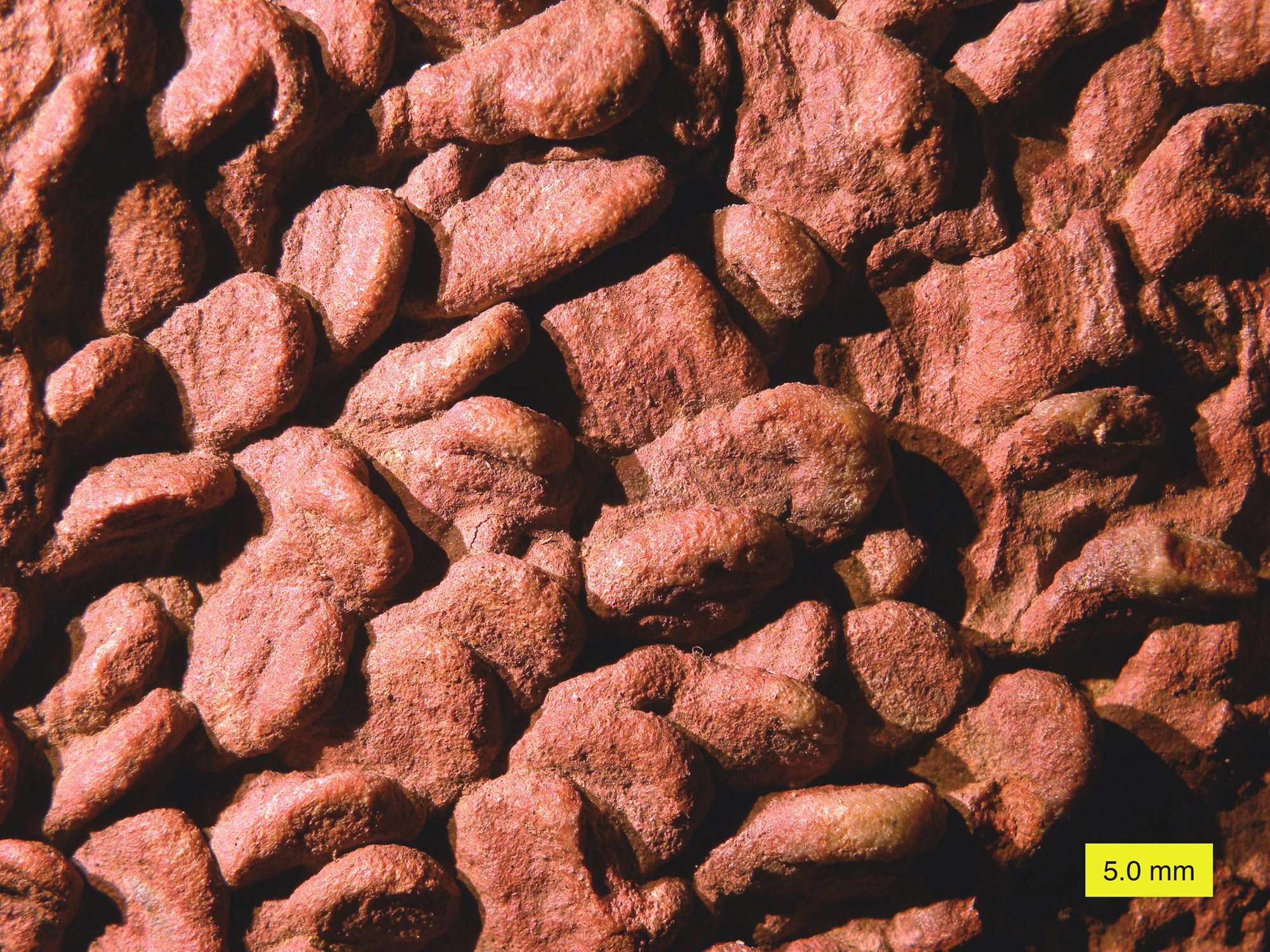
Lockeia
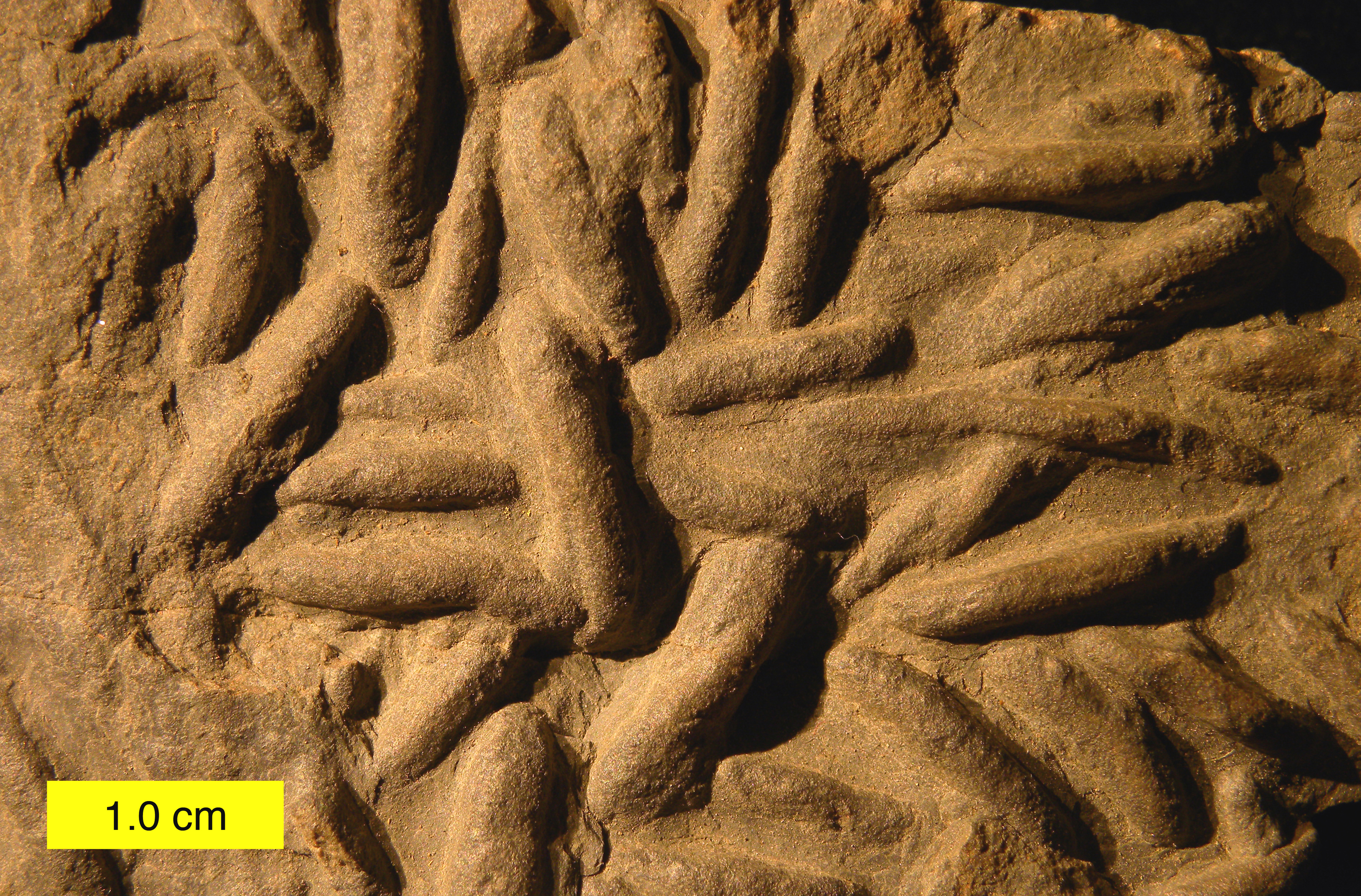
Lockeia